# Tottus
Tottus es una cadena de supermercados e hipermercados chilenos perteneciente al holding chileno Grupo Falabella, con presencia tanto en Chile como en Perú.

## Historia
Fue fundada el 1 de noviembre de 2002, abriendo su primer local en el centro comercial Megaplaza de Lima Norte. Para expandirse en el mercado de los supermercados en Chile, el 1 de julio de 2004, Falabella compró Supermercados San Francisco, en 62,5 millones de dólares al grupo Leyton.
El primer hipermercado con la marca Tottus en Chile se inauguró en Puente Alto, Santiago de Chile el 14 de diciembre de 2005, siguiendo el modelo supermercadista que las familias Solari y Del Río mantienen en Perú desde su inauguración.
Los primeros supermercados Tottus en regiones fuera de Santiago se construyeron en el Mallplaza Antofagasta y en la comuna de La Calera. En Antofagasta se inauguró una segunda sucursal (esta vez en el centro) durante el segundo semestre de 2007. En ese mismo año, en Perú, se inauguraron los primeros locales fuera de Lima en las ciudades de Trujillo y Chiclayo.
En Chile, y tras la propuesta de fusión de Falabella y D&S (Líder) ocurrida durante 2007, la cadena Tottus estaba en riesgo, debido a que la Fiscalía Nacional Económica, encargada de vigilar las fusiones y compras de empresas en Chile, sugirió la venta por parte de Falabella, que controla Tottus en Chile, estando entre los interesados La Polar y Empresas Ripley. Todo ello debido a que Chile se encontraría en un duopolio supermercadista, dado que D&S maneja cerca del 45% del mercado con Supermercados Líder y Express de Líder, Falabella con Tottus y San Francisco cerca del 8% nacional y Cencosud con Santa Isabel y Jumbo cerca del 33%, quedando las nuevas compañías (Falabella y D&S) con más del 50% nacional. La mega fusión fue rechazada por el Tribunal de la Libre Competencia (TLC). Con ello Falabella retoma sus planes de crecimiento orgánico para Tottus, tras quedar en el cuarto lugar del supermercadismo en Chile al ser superada por Rendic (Unimarc).
Durante los siguientes años, la empresa absorbió completamente a Supermercados San Francisco en Chile y contó con un agresivo plan de inversiones de US$600 millones para el período 2012-2015, cuyo foco es lograr el 20% del mercado en Perú y el 10% en Chile. Con este objetivo, durante 2012 esperan abrir 8 tiendas en Chile, repartidas entre Santiago y las regiones de Valparaíso y Bio Bio.
Tottus ha logrado por 6 años consecutivos desde 2007 a 2012 ubicarse entre las empresas de Perú que reciben los premios Great Place to Work.
Para julio de 2019, Tottus contaba con 157 tiendas: 89 en Perú y 70 en Chile (repartidas entre las regiones de Antofagasta y el Biobío).
El 30 de marzo de 2022 se crea un nuevo formato en Chile llamado Tottus Vecino inaugurando su primera sucursal en Valparaíso, que se suma al formato Tottus Express.
En 2023, la robot Totti aparece en el Jockey Plaza.
En agosto de 2023, Tottus lanzó Tottus App, una aplicación móvil que reemplazó a su predecesora Fazil para compras en línea con despacho a domicilio.

## Eslóganes

### Perú
- 2002-2005: Subimos la calidad, bajamos los precios
- 2005-2007: Precios irresistiblementes bajos
- 2007-2012: Paga menos, vive mejor
- 2012-2017: Te da más por menos
- 2017-2025: Mamá sabe
- 2025-presente: Lo puedo Tottus

### Chile
- 2005-2012: El Hiper de Falabella
- 2011-2012: Un espacio para ti
- 2012-2015: Para la vida de hoy
- 2015-2019: Calidad + buenos precios, juntos
- 2019-2021: Si, se puede!
- 2021-2025: Entre Tottus podemos hacerlo todo
- 2025-presente: Lo puedo Tottus

## Rostros y publicidad

### Perú
El primer eslogan de Tottus fue Subimos la calidad, bajamos los precios hasta 2004, su segundo eslogan fue Precios irresistiblemente bajos hasta el cambio de logo en 2006. El claim de la marca en Perú en 2007 cambió a Paga menos, vive mejor y volvió a ser cambiado en 2012 por el nuevo eslogan Te da más por menos + x -, lo cual se refleja en una serie de acciones publicitarias enfocadas en precios bajos como: El 3x2, Días de Infarto, El Madrugón y Días de Locura CMR (Tarjeta CMR operada por el Banco Falabella). El eslogan de la marca vuelve a cambiar en 2017 a Mamá sabe y adicionalmente desde ese mismo año utilizan el lema Preciazos (estilizado como PreciazoS/) todos los días.
Desde 2022, los futbolistas Gianluca Lapadula y Edison Flores son los rostros principales de Tottus en Perú.

### Chile
Desde marzo de 2012 hasta mediados de 2019, el rostro de Tottus fue la actriz chilena Íngrid Cruz. En 2014 y 2015, aparecía el exfutbolista Iván Zamorano, sólo en las ofertas para apoyar a la Selección de fútbol de Chile, mientras que en 2015 y 2016, aparecía el actor Álvaro Rudolphy.[cita requerida]
En 2019 lo fueron también Sergio Lagos y su esposa, la cantante Nicole. En este país, su eslogan desde 2021 hasta 2025 fue Entre Tottus podemos hacerlo todo.